# Ceratomyxa lubati
Ceratomyxa lubati is een microscopische parasiet uit de familie Ceratomyxidae. Ceratomyxa lubati werd in 2010 beschreven door Gunter & Adlard. 